# Guerre croato-ottomane
Col termine di guerre croate-ottomane (in turco: Osmanlı-Hırvatistan Savaşları, in ungherese: Hrvatsko-osmanski ratovi) ci si può riferire ad uno dei molti conflitti scoppiati tra Regno di Croazia (in unione con la Monarchia asburgica) e l'Impero ottomano:
- Lunga Campagna (1443-1444) del re Ladislao II d'Ungheria
- Guerra dei Cent'anni croata, un periodo di costante guerra a bassa intensità ("piccole guerre") tra il 1493 ed il 1593 (dalla Battaglia del campo di Krbava alla Battaglia di Sisak)
- Lunga Guerra (1593-1606)
- Guerra austro-turca (1663-1664)
- Grande guerra turca (1683-1699)
- Guerra austro-turca (1716-1718)
- Guerra austro-turca (1788-1791)
- Campagna austro-ungarica in Bosnia ed Erzegovina nel 1878

Il regno d'Ungheria gradualmente perse gran parte del suo territorio verso l'Adriatico a scapito degli ottomani, lasciando i soli possedimenti della Repubblica di Venezia in Dalmazia, da dove i croati presero parte alle guerre ottomano-veneziane. Degna di particolare nota per la storia della Dalmazia fu la Guerra di Morea.